# ぶっちぎり?!
『ぶっちぎり?!』は、MAPPAの制作による日本のオリジナルテレビアニメ作品。2024年1月から4月まで、テレビ東京系列ほかにて放送された。作品テーマはヤンキーもの（不良少年）に、千夜一夜物語の要素をミックスしたものとなっている。
2023年12月23日、TOHOシネマズ六本木ヒルズ（東京都）、TOHOシネマズ池袋（東京都）、TOHOシネマズ梅田（大阪府）、TOHOシネマズ天神（福岡県）、TOHOシネマズ赤池（愛知県）、TOHOシネマズすすきの（北海道）の計6劇場にて、第1話から第3話までの先行上映会が実施された。

## ストーリー
高校生の灯荒仁は、初彼女ゲットを夢見ていた。しかし、転校した先は不良だらけの威血頭高校であった。そこで彼は、学園一の美少女・神まほろに一目惚れ。そして運悪く、幼いころに本気人（ほんきびと）を目指そうと約束を交わしたかつての親友・浅観音真宝と再会した末に、不良同士の抗争に巻き込まれてしまう。
そんな中で荒仁は、逃げ込んだ神社で本気人（マジン）の封印を解き、千夜という本気人に見込まれ、荒仁の額の横に付けられた飾りに宿りともに行動するように。それにより、迫る不良に対し荒仁の願望に呼応することで強大な力を発揮して撃退できるようになったが、荒仁の意思とは裏腹に不良に好かれる羽目に見舞われていく。

## 登場人物

### 主要キャラクター
灯 荒仁（ともしび あらじん）
声 - 大河元気
本作の主人公。五年前に離れた本気町に帰省、威血頭高校に転入してきた。可憐なクラスメイトのまほろと出会い甘い高校生活を夢見ている。威血頭高校1年2組、血液型はA型、6月6日生まれの双子座。家族構成は父・母（やや子）であるが、現在までの10話時点で父は後ろ姿のみの登場。
幼馴染の真宝との再開後、真宝の仲間である座布と駒男に嵌められNG BOYSに追い回されてしまう。本気神社へ逃げ込み神社の神棚から落ちた銃を使用、弾が跳ね返りの自身のこめかみに撃ち込まれる。その際に左のこめかみに銃弾のものがはめ込まれており、それを擦ったため伝説の本気人を名乗る千夜に取り憑かれる。その後、千夜の力を借り窮地を乗り越えたせいで不良同士の争いに巻き込まれていくことになる。
千夜の力を借りる際は願いを口にして合体する必要があるが、その願いは常に「童貞捨ててぇ〜!!!」で、強さに言及はしていない。
幼少期は真宝と本気人を目指していたが、とある出来事により断念。現在は本気人に対して冷めた感情を抱いている。
一目惚れをしたまほろに猛アタックをしているが、当のまほろからは利用されたりうざがられたりと振り回されている様子。あからさまな態度を取られても盲目的であるためか、まほろに嫌悪感を抱いている描写は無い。
摩利人にシグマスクワッドへ誘われた時は嫌がって断ろうとしたがまほろの頼みによって快諾、現在はシグマスクワッドに所属している。
家は町中華『チューチュー飯店』を経営しており、母の代わりに客に提供できるほどには料理の腕がある模様。
自己紹介の練習の際に「趣味はバンドで、一応ベースをしています」と発言しており部屋にも楽器が置いてあるが、一度も演奏描写が無いため実際のところは定かではない。童貞なのを気にしている。
千夜（せんや）
声 - こばたけまさふみ
荒仁のこめかみに撃ち込まれたものから現れた伝説の本気人を名乗る『本気人(マジン)』。アラジンと魔法のランプの魔神に似た姿を取っており、足は無く下半身は煙状となっている。
戦いが好きで喧嘩の気配があると荒仁にも参加するよう促している。基本的に物体に触れられることは無いが、度々荒仁の服を引っ張っており千夜の意思次第で触れることが可能な様子。  憑いたものと身も心も一つになると憑いたものの力が強くなるが、合体率が低い場合はその程度は落ちる。
後に「本気人に最も近づいた男」と発言しているように真の本気人には至れていないことが示唆されている。一夜という同じ本気人と拳を交えることを目的としているようだが、荒仁にも視聴者にも詳細はまだ明かされていない。
荒仁以外には見えていないようだが、こめかみの銃弾に触れた際に座布からは視認されている。座布は「見える」らしく、銃弾に触れたから見えたのか「見える」から見えたのかは現状定かではない。
神 まほろ（じん まほろ）
声 - 永瀬アンナ
本作のヒロイン。荒仁が一目惚れした女子生徒。威血頭高校1年。血液型はB型、2月14日生まれの水瓶座。家族構成は父・母・兄（摩利人）。
『シグマスクワッド』のリーダー神 摩利人の妹。荒仁に猛アタックされているが重度のブラコンで、度々荒仁が自身に惚れている事を利用して兄である摩利人の気を惹こうと画策している。荒仁が摩利人に気に入られているため本心では荒仁を敵視している。
普段は小声で可愛らしいが、真宝に腕を掴まれたときに超音波のような叫び声で撃退している。力は無いが芯が強く堂々と阿久太郎に歯向かって見せるほど度胸があり、寝惚けた摩利人に殴られたり阿久太郎の鞭で打たれたりと攻撃されることもままあるが、痛がって泣き顔を見せることも無い。
料理下手で、摩利人のお見舞い時に持ってきた弁当は暗紫色で触手のようなものが蠢きモザイクがかかっていた。
浅観音 真宝（あさみね またから）
声 - 星野佑典
荒仁の幼馴染。威血頭高校1年、『魅那斗會』に所属している。血液型はO型、4月7日生まれの牡羊座。家族構成は兄（満邦）。
1年でありながらその実力を認められているほど強いが、性格は穏やかで優しく晴朗で礼儀正しい。タイマンの喧嘩はするが無意味な争いや抗争などは忌避している。
幼少期より荒仁と共に本気人を目指しており、現在も研鑽を続けている。今でも荒仁のことを「あらちゃん」と呼んで慕っているが、荒仁からはそっけない態度を取られている。荒仁に避けられていることを「自分が弱かったせい」だと考えている。
親戚の銭湯を間借りして兄の浅観音 満邦と暮らしているが、数年前に満邦がとある事情で少年院に入ってからは満邦の帰りを待ちながら一人暮らしをしている。優しい性格ゆえか精神的にまだ弱い部分もあり、困難に陥った際に部屋で一人帰らぬ兄に弱音を零す場面も見せた。
同じく魅那斗會のメンバーである座布と駒男とは仲が良く、一緒にいることが多い。
満邦がトラブルに巻き込まれて致命傷を負ったせいで過去のトラウマに苛まれていたところ、一夜に唆された挙句騙され、悪事に手を染めるようになる。
一夜（いちや）
声 - 太田哲治
かつては千夜とはライバルだった。

### シグマスクワッド
神 摩利人（じん まりと）
声 - 佐々木望
不良チーム「シグマスクワッド」の総長。
グリーンメッシュの髪色にハーフアップの髪型をしている。派手な服装とダウナーな態度が特徴的。
まほろの兄。妹に好意を持つ荒仁をはじめは粛清しようとしたが、合体した荒仁に殴られ、彼を気に入りシグマに加入させようとする。
王太とは中学時代からの相棒。
大英 王太（たひで おうた）
声 - 竹内良太
「シグマスクワッド」のメンバー。
蛇走 流（じゃばしり ながれ）
声 - 古川慎
不良チーム「シグマスクワッド」のメンバー。

青色の髪色に鷲鼻、シグマスクワッドへの忠誠心が強く仲間を想う気持ちが作中度々うかがえる。
タイマン・喧嘩の際には特異の石頭や身体の柔らかさを使い相手の頭部を攻撃したり、相手の攻撃を俊敏に避けたりするのが特徴的。
誕生日は11月17日、星座は蠍座。血液型はB型で家族構成は母と父と兄がいる。
神 魔利人の跡を継ぐのは自分と自負しているため、灯 荒神がシグマに入る話が上がった際には強い対抗心を持ち荒神のクラスへ 刃暮達兎 と一緒に特攻。そして魅那斗會のメンバー、真宝とタイマンを張ることになったり、シグマスクワッドの本拠の守衛と思われる不良を押し退け魔利人の元へ刃向かったりした事がある。
灯 荒神がシグマスクワッドへ加入する際の歓迎会にて恒例のあっち向いてホイ、セミファイナルで共闘。荒神のパンチ等余裕と思っていた矢先に、中国河北省滄州発祥とする 劈掛掌の1つ、烏龍盤打を打たれ敗北。その後大英 王太が便所で倒れていたのが魅那斗會の腕章と発見された時、感極まり魅那斗會へ殴り込みに行こうと魔利人へ提案したが魅那斗會への信頼と王太が負ける訳が無いと威圧される。

刃暮 達兎（はぐれ たつと）
声 - 葉山翔太
不良チーム「シグマスクワッド」のメンバー。
ピンクの髪色に不良にしては少しオドオドした態度が特徴的。誕生日は7月30日、星座は獅子座。血液型はA型で家族構成は母と父がいる。
蛇走 流とは幼い頃からの付き合いで、よく隣について行動していることが多い。

### 魅那斗會
道満 拳一郎（どうまん けんいちろう）
声 - 斉藤次郎
「魅那斗會」の総長。無口な髭面の巨漢。荒仁に殴られ彼に心酔する。
魁 駒男（さきがけ こまお）
声 - 山口勝平
「魅那斗會」のメンバー。荒仁の友達になる。
座布 翔（ざぶ かける）
声 - 野津山幸宏
「魅那斗會」のメンバー。

### NG BOYS
心土 阿久太郎（しんど あくたろう）
声 - 鈴木千尋
他校の不良チーム「NG BOYS」のリーダー。

### その他
灯 やや子（ともしび ややこ）
声 - ならはしみき
荒仁の母。息子からは「ババア」と呼ばれる。
大登見勘知
声 - チョー
荒仁のクラスの担任。美少女クラブに入り浸っている。

## スタッフ
- 原作 - 内海紘子、岸本卓、MAPPA、東宝[2]
- 監督 - 内海紘子[2]
- シリーズ構成・脚本 - 岸本卓[2]
- キャラクターデザイン - 加々美高浩[2]
- サブキャラクターデザイン - 齊田博之、伊藤公規、伊藤晋之
- 衣装コンセプトデザイン - 澤田石和寛
- メインアニメーター - 牟田亮平、吉崎雅博
- プロップデザイン - 伊藤公規、五月女妃苗、齊田博之、吉田みずき
- 美術監督 - 鈴木くるみ[2]
- 美術設定 - 金斌達、伊藤瞳、鈴木亮輔
- 色彩設計 - 垣田由紀子[2]
- 撮影監督 - 加藤慎之助
- 編集 - 長坂智樹[2]
- 音響監督 - 菊田浩巳[2]
- 音響効果 - 緒方康恭
- 音響制作 - dugout[2]
- 音楽 - 大島ミチル
- 音楽プロデューサー - 守谷和真、木村誠
- プロデューサー - 木村誠、武井克弘、柳澤俊介
- アニメーションプロデューサー - 小川崇博
- 制作 - MAPPA
- 製作 - 「ぶっちぎり?!」製作委員会

## 主題歌
「Sesame」
Kroiによるオープニングテーマ。作詞は内田怜央、作曲・編曲はKroi。
第12話ではエンディングのスタッフクレジットで使用された。
「らぶじゅてーむ」
甲田まひるによる第1話 - 第11話のエンディングテーマ。作詞は甲田まひる、作曲は甲田まひると野村陽一郎、編曲は野村陽一郎。
「God Mode」
BALLISTIK BOYZ from EXILE TRIBEによるシグマスクワッドチームソング。作詞はP-CHOとJAY'ED、作曲・編曲はPeter Nord。
「ステゴロ」
KDH & Novel Coreによる魅那斗會チームソング。作詞はNovel Core、作曲はDae Hwei KimとNovel Core。

## 各話リスト
| 話数 | サブタイトル                                            | 絵コンテ                 | 演出                                     | 作画監督 | 総作画監督                                       | 初放送日       |
| ---- | ------------------------------------------------------- | ------------------------ | ---------------------------------------- | --- | ------------------------------------------------ | -------------- |
| #01  | 合体!?恋するフォーチュンバンバンジー！                  | 内海紘子                 | 内海紘子                                 | 齊田博之 伊藤公規 杉野信子 二宮奈那子 丸山翔子 堀江由美 藤井大輝 吉崎雅博 内田直人 | 伊藤公規 齊田博之 堀江由美                       | 2024年 1月13日 |
| #02  | 君を乗せたい！ チューチュー・チンジャオローストレイン！ | 内海紘子                 | 岡本泰知                                 | 杉野信子 丸山翔子 堀江由美 桑原剛 小栗寛子 川上暢子 小島彰 | 伊藤公規 齊田博之 加々美高浩                     | 1月20日        |
| #03  | なぐり愛！世界に一つだけのウズラ                        | 伊藤祐毅                 | 山﨑香子                                 | 藤井大輝 宮地聡子 藤優子 中村蘭子 佐藤陽子 | 齊田博之 伊藤晋之 伊藤公規 加々美高浩            | 1月27日        |
| #04  | ストップ戦争！ 〜時には食せよゴーヤチャンプルー〜       | 宮繁之                   | 河原龍太                                 | 後藤有宏 丸山翔子 陳韋寧 大前祐美子 佐藤陽子 小島彰 小栗寛子 | 齊田博之 伊藤晋之 伊藤公規 加々美高浩            | 2月3日         |
| #05  | 戦慄！エビチリは雪のように！                            | 浅井義之                 | 下司泰弘                                 | 藤井大輝 杉野信子 古賀美裕紀 Ting 宮地聡子 永井里奈 中村蘭子 堀江由美 | 齊田博之 伊藤公規 伊藤晋之 小美野雅彦            | 2月10日        |
| #06  | 友情マシマシ！ニラレバリューション21!                   | 大谷肇                   | 大谷肇                                   | 加々美高浩 つぼし 三浦綾華 陳韋寧 澤田早絵 黒木涼之介 mururuck 魯亞芝 大前祐美子 後藤有宏 佐藤陽子 小島彰 二宮奈那子                                                                                          | 齊田博之 伊藤晋之 伊藤公規 五月女妃苗            | 2月18日        |
| #07  | 合コン!?海とマジバブと私！                              | 鴨居知世 松本剛彦        | 鴨居知世 山﨑香子 小林寛 籔田修平 小林敦 | 堀江由美 杉野信子 永井里奈 藤井大輝 宮地聡子 豊田暁子 | 齊田博之 伊藤晋之 小美野雅彦 加々美高浩 伊藤公規 | 3月2日         |
| #08  | 悲報！マジで恋する五目そば！                            | 岡本泰知                 | 岡本泰知                                 | 陳韋寧 島田千裕 後藤有宏 三浦綾華 佐藤陽子 大前祐美子 小島彰 魯亞芝 朱央 | 齊田博之 伊藤晋之 伊藤公規 加々美高浩 佐倉みなみ | 3月9日         |
| #09  | 誘惑！スープにまつわるエトセトラ！                      | 雪村愛                   | 雪村愛                                   | 宮地聡子 堀江由美 藤井大輝 杉野信子 陳品君 吉備団子14号 | 齊田博之 伊藤公規 伊藤晋之 小美野雅彦 加々美高浩 | 3月16日        |
| #10  | 堕ちゆく友！愛しさと切なさと杏仁豆腐と！                | 内田直人                 | なかがわあつし                           | 陳韋寧 佐藤陽子 大前祐美子 魯亞芝 中山智代 mururuck Lim Jueun Roccia Nobili | 伊藤公規 齊田博之 伊藤晋之 佐倉みなみ 加々美高浩 | 3月23日        |
| #11  | とどかぬ想い！カニチャーハンは突然に                    | 大谷肇 高田陽介          | 下司泰弘 大谷肇 久保太郎                 | 堀江由美 藤井大輝 宮地聡子 後藤有宏 二宮奈那子 陳韋寧 | 齊田博之 小美野雅彦 伊藤晋之 伊藤公規            | 3月30日        |
| #12  | 運命の戦い！餃子ノムコウ                                | 浅井義之 雪村愛 内海紘子 | 内海紘子 岡本泰知 鴨居知世               | 加々美高浩 つぼし 魯亞芝 平田有加 伊藤公規 鴨居知世 澤田早絵 雪村愛 三浦綾華 藤井大輝 宮地聡子 大前祐美子 佐藤陽子 永井里奈 二宮奈那子 島田千裕 陳韋寧 GN mururuck 白幡裕二 渡辺千尋 中村咲智 牧原加奈 黄薇霓 | 齊田博之 伊藤晋之 小美野雅彦                     | 4月6日         |

## 放送局
| 放送期間                   | 放送時間           | 放送局              | 対象地域                                                    | 備考                      |
| -------------------------- | ------------------ | ------------------- | ----------------------------------------------------------- | ------------------------- |
| 2024年1月13日 - 4月6日     | 土曜 23:00 - 23:30 | テレビ東京系列全6局 | 北海道・関東広域圏・愛知県・ 大阪府・岡山県・香川県・福岡県 |                           |
| 2024年1月18日 - 4月11日    | 木曜 23:00 - 23:30 | AT-X                | 日本全域                                                    | CS放送 / リピート放送あり |
| 全放送局で字幕放送を実施。 |                    |                     |                                                             |                           |

| 配信開始日    | 配信時間                | 配信サイト | 備考             |
| ------------- | ----------------------- | --- | ---------------- |
| 2024年1月13日 | 土曜 23:30 更新         | Amazon Prime Video | 見放題配信       |
| 2024年1月14日 | 日曜 23:30 以降順次更新 | ABEMA DMM TV dアニメストア （本店・ ニコニコ支店 ・for Prime Video） FOD （本店・FODチャンネル for Prime Video） Hulu J:COM STREAM Lemino milplus Netflix TELASA U-NEXT アニメ放題 auスマートパスプレミアム バンダイチャンネル | 見放題配信       |
|               |                         | HAPPY!動画 J:COM STREAM milplus music.jp TELASA カンテレドーガ クランクイン!ビデオ ニコニコチャンネル バンダイチャンネル ビデオマーケット ムービーフルplus                                                                     | レンタル配信     |
|               |                         | ABEMA Lemino TVer ニコニコチャンネル ネットもテレ東 | 広告付き無料配信 |

## BD / DVD
| 巻 | 発売日        | 収録話          | 規格品番  | 規格品番  |
| 巻 | 発売日        | 収録話          | BD        | DVD       |
| -- | ------------- | --------------- | --------- | --------- |
| 1  | 2024年4月17日 | 第1話 - 第3話   | TBR34092D | TDV34093D |
| 2  | 2024年5月22日 | 第4話 - 第6話   | TBR34094D | TDV34095D |
| 3  | 2024年6月19日 | 第7話 - 第9話   | TBR34096D | TDV34097D |
| 4  | 2024年7月17日 | 第10話 - 第12話 | TBR34098D | TDV34099D |